# Монтано-Антілія
Монтано-Антілія (італ. Montano Antilia, сиц. Montano Antilia) — муніципалітет в Італії, у регіоні Кампанія, провінція Салерно.
Монтано-Антілія розташоване на відстані близько 310 км на південний схід від Рима, 125 км на південний схід від Неаполя, 80 км на південний схід від Салерно.
Населення — 2115 осіб (2014).

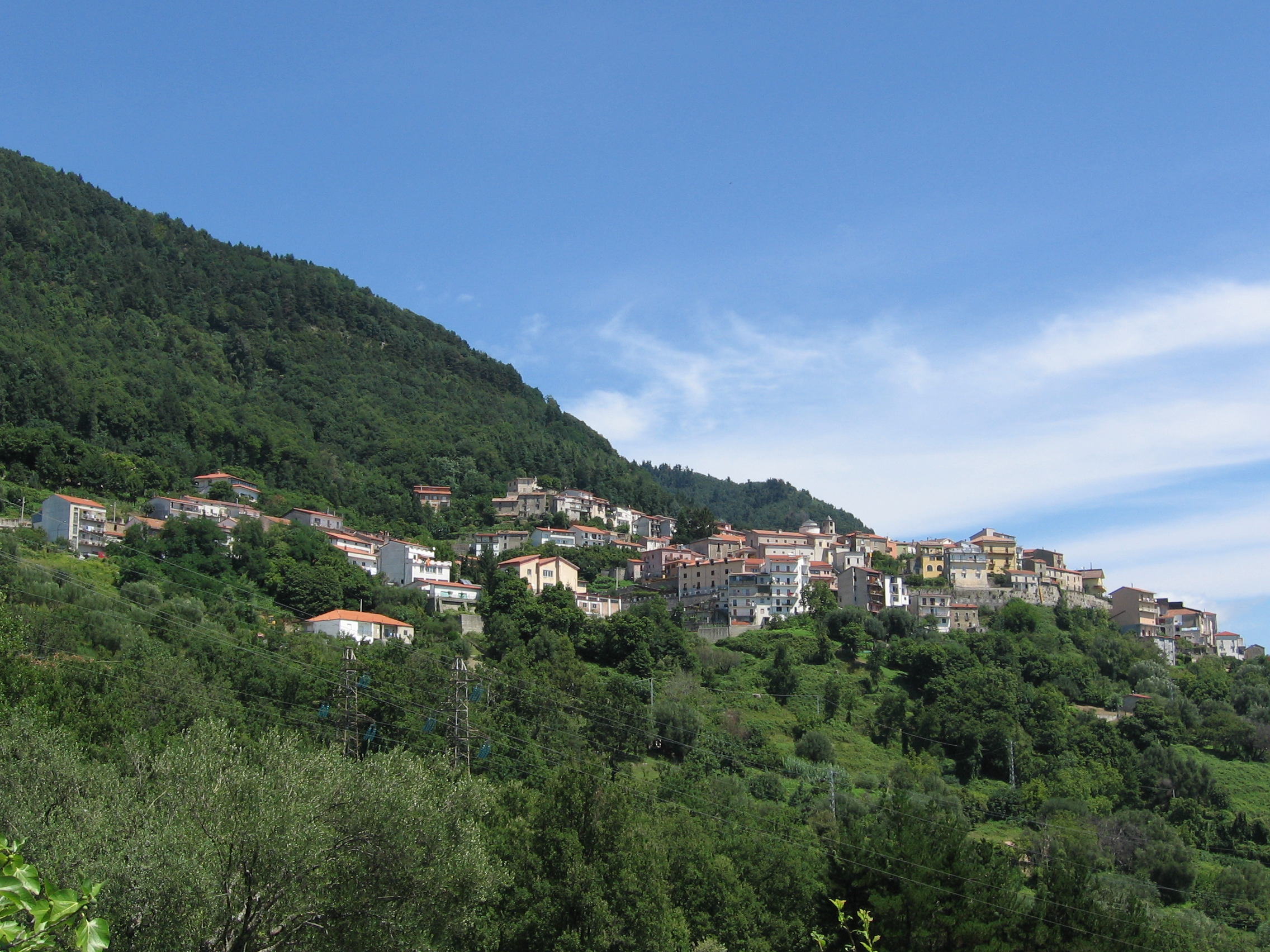

Щорічний фестиваль відбувається 20 січня. Покровитель — San Sebastiano.

## Демографія
Населення за роками:

Станом на 1 січня 2023 року в муніципалітеті офіційно проживало 38 іноземців з 12 країн, серед них 13 громадян країн Євросоюзу та 2 громадяни України.

## Сусідні муніципалітети
- Челле-ді-Бульгерія
- Чентола
- Футані
- Лаурито
- Нові-Велія
- Рофрано
- Сан-Мауро-ла-Брука